# REX (Fernsehsender)
REX (bis 2024 MAX) ist ein norwegischer TV-Sender der am 1. November 2010 auf Sendung ging. Die Ausstrahlung erfolgt von Großbritannien aus. Neben REX betreibt Warner Bros. Discovery in Norwegen noch die Sender TVNorge, FEM und VOX.
Das Programmangebot des Senders ist auf ein männliches Publikum ausgerichtet und umfasst Serien, Filme und Talk-Shows.
Der ehemalige Eigentümer ProSiebenSat.1 Media hat das Konzept von REX in Deutschland unter dem Namen ProSieben Maxx realisiert.

## Sendungen
- Breaking Bad
- CSI: Miami
- CSI: Vegas
- Mad Men
- Rom
- Spartacus
- The Big Bang Theory

## Senderlogos

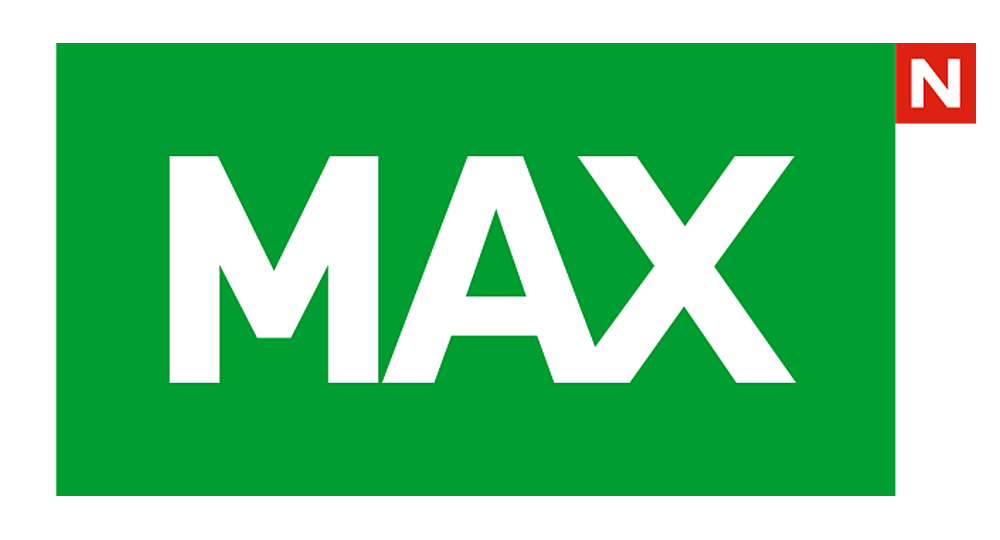
Logo von 2010 bis 2024
Logo von Januar bis März 2024
Logo seit 19. März 2024